# سوسیتنا، آلاسکا
سوسیتنا (به انگلیسی: Susitna) شهرکی در بخش ماتانوسکا-سوسیتنا، آلاسکا ایالت آلاسکا است که جمعیت آن در سرشماری سال ۲۰۰۰ میلادی ۳۷ نفر بوده‌است.